# نانسي كاتو
نانسي كاتو (بالإنجليزية: Nancy Cato)‏ (11 مارس 1917 في أستراليا - 3 يوليو 2000 في أستراليا)؛ شاعرة، كاتِبة وروائية أسترالية.